# Érico VI da Dinamarca
Érico VI (c. 1274 — 13 de novembro de 1319) foi o Rei da Dinamarca de 1286 até sua morte. Era filho do rei Érico V e da rainha Agnes de Brandemburgo. Ele ascendeu ao trono com apenas doze anos de idade após o assassinato de seu pai, com sua mãe atuando como regente durante sua minoridade até 1293.